# 环山路街道
环山路街道，是中华人民共和国山東省威海市文登区下辖的一个乡镇级行政单位。

## 行政区划
环山路街道下辖以下地区：
桃园社区、城西社区、夼北社区、七里汤社区、西藕湾社区、宅库社区、汤南社区、马家庵社区、西南庄社区、秀山社区、南山社区、河南社区、宋家沟社区、苏家河社区、河圈社区、西寨社区、麦疃后社区、小嵛岭社区、五里顶后社区、翟格庄村、八里张家村、孙家西山村、口子后村、帽埠耩村、西坑村和东坑村。